# Daisy Schalling
Daisy Signe Maria Schalling, född Nyström 10 september 1923, död 3 maj 1997, var en svensk psykolog.
Schalling blev filosofie doktor vid Stockholms universitet 1970 på avhandlingen Contributions to the validation of some personality concepts och var professor i psykologi där 1971–1989. Hon ägnade sin forskning åt personlighetspsykologi och klinisk psykologi med inriktning på neuropsykologi och psykofysiologi.